# Torre del Alba
La torre del Alba o torre de los Traviesos es una montaña del norte de España, en el Macizo Occidental de los Picos de Europa o Cornión, en la divisoria de las provincias de Asturias y León en la cordillera Cantábrica en el macizo Asturiano.
- Datos: Q6150629